# Andreas Strobl
Andreas Strobl, né le 23 janvier 1703 à Schwandorf, en duché de Palatinat-Neubourg et décédé le 30 mars 1758 à Agra, en Uttar Pradesh (Inde), était un prêtre jésuite allemand, missionnaire en Inde du Nord et astronome à la cour de Jai Singh II.

## Biographie
Entré chez les Jésuites le 20 septembre 1721 à Landsberg, en Bavière et ordonné prêtre le 19 juin 1734 à Eichstätt (Bavière) le père Strobl enseigne les sciences humaines et la grammaire dans un collège jésuite avant qu’il ne soit, en 1736, destiné à la mission moghole, en Inde du Nord où il passera le reste de sa vie.
En 1734 Raja Jai Singh (1688-1743), souverain de l’important état princier de Jaipur (aujourd’hui capitale du Rajasthan, en Inde), et érudit passionné de sciences et astronomie demande l’aide des Jésuites de Chandernagor pour son observatoire astronomique. Les deux français qui sont envoyés ne semblent pas avoir la compétence requise. Jai Singh s’adresse alors directement au supérieur général des Jésuites, à Rome. Deux jésuites allemands lui sont envoyés (1737): André (Andreas) Strobl et Antoine Gabelsperger. Ils voyagent aux frais du raja.
En raison de l’invasion de l’Inde du Nord par les armées de Nâdir Châh les deux astronomes sont bloqués à Goa et Surat. Strobl y fait sa profession religieuse définitive le 2 février 1739. Le temps passé à Goa permet à Strobl de s’initier aux langues (le Konkani) et de  s’intéresser à la musique locale : il compose quelques cantiques en konkani et fait du ministère pastoral dans les environs de Goa.
En 1740 les deux jésuites allemands arrivent à Jaipur où ils sont royalement reçus par Raja Jai Singh qui leur donne une résidence, leur rend visite et s’intéresse à leur religion. Il contribue même à la construction de leur église. De leur côté les deux pères lui offrent des livres traitant des derniers développements de la science astronomique européenne.  
Le raja leur explique son problème : les positions de la lune déterminées par les observations de ses astronomes, diffèrent légèrement des tables astronomiques fournies par les Jésuites de Chandernagor. Il souhaite résoudre le problème avec l’aide de la science européenne. Malheureusement ce début de collaboration scientifique tourne court : le père Gabelsperger meurt dès l’année suivante (1741) et le raja Jai Singh en 1743. Son successeur n'a pas le même intérêt pour l’astronomie.
En 1746 le père Stroebl déménage à Delhi où il continue son travail scientifique : mathématiques, physique et astronomie.  Il est engagé dans des controverses avec des lettrés musulmans, mais sans grand succès. Il y construit une église et s’occupe pastoralement de la petite communauté chrétienne de la ville. 
Transféré en 1749 à Narwar dans le centre de l’Inde il est responsable de la communauté arménienne chrétienne. Il y réside en compagnie du père Joseph Tieffenthaler. 
Nommé visiteur canonique de la Mission jésuite dans l’empire moghol il se trouve à Agra en 1757 où il meurt le 30 mars 1758. Le père André Strobl est enterré dans la chapelle des martyrs du cimetière chrétien d’Agra.